# Tổng công ty Đông Bắc
Tổng Công ty Đông Bắc là doanh nghiệp Kinh tế - Quốc phòng trực thuộc Bộ Quốc phòng chuyên kinh doanh Than, Khoáng Sản.

## Lãnh đạo hiện nay
- Chủ tịch kiêm Tổng Giám đốc: Đại tá Đỗ Mạnh Khảm
- Bí thư Đảng ủy - Phó Tổng Giám đốc: Đại tá Trần Duy Lê
- Phó Tổng Giám đốc: Đại tá Nguyễn Văn Xuyến
- Phó Tổng Giám đốc: Đại tá Trương Văn Dũng
- Phó Tổng Giám đốc: Đại tá Vũ Sỹ Thắng
- Phó Tổng Giám đốc: Đại tá Nguyễn Văn Bắc

## Tổ chức
- Kiểm soát viên
- Văn phòng Tổng công ty
- Phòng Chính trị
- Phòng Kế hoạch
- Phòng Kỹ thuật công nghệ
- Phòng Kinh doanh
- Phòng An toàn bảo hộ lao động
- Phòng Đầu tư xây dựng
- Phòng Tài chính - Kế toán
- Phòng Tổ chức lao động
- Phòng Kiểm toán
- Phòng Cơ điện - Vận tải
- Phòng Tham mưu
- 14 đơn vị trực thuộc

## Khen thưởng
- Anh hùng lao động (2014)
- Huân chương Lao động hạng Nhất
- Huân chương Lao động hạng Nhì
- Huân chương Lao động hạng Ba

## Tổng Giám đốc qua các thời kỳ
- Nguyễn Văn Chỉnh, Thiếu tướng
- Nguyễn Văn Xây, Đại tá
- Nguyễn Mạnh Đạt, Thiếu tướng
- Phạm Ngọc Tuyển, Thiếu tướng (2017)